# Julie Piga
Pour les articles homonymes, voir Piga.
Julie Piga, née le 12 janvier 1998 à Lyon, est une footballeuse internationale italienne ayant également la nationalité française, qui joue au poste de défenseuse avec le Milan AC.

## Biographie

### Carrière en club
Julie Piga commence le football à l'âge de 6 ans au Feyzin Club Belle Étoile. À 12 ans, elle part au FC Chaponnay Marennes puis en U14 rejoint l'Olympique lyonnais et son centre de formation. Elle intégrera également le pôle espoir de Vaulx-en-Velin.
En juillet 2016, elle signe son premier contrat professionnel d'un an à l'OL puis rejoint le Grenoble Foot 38, évoluant en deuxième division, en prêt en janvier 2017. Elle s'engage définitivement au club à l'été 2017.
En janvier 2020, Julie Piga s'engage au FC Fleury 91 et redécouvre la première division française.

### Carrière en sélection
Julie Piga a fait partie de toutes les sélections de jeunes de l'équipe de France, avec les moins de 16 ans en 2014, les moins de 17 ans en 2014 et 2015, elle est capitaine de l'équipe pour l'Euro 2015, puis en 2016 et 2017 en moins de 19 ans, elle sera finaliste de l'Euro 2017, et enfin les moins de 20 ans en 2017 et 2018, équipe avec laquelle elle participera à la Coupe du monde 2018 en France.
Finalement, c'est avec l'Italie qu'elle est sélectionnée pour la première fois, lorsqu'elle est appelée pour la préparation à la Coupe du monde 2023.

## Statistiques
| Saison                | Club                  | Championnat           | Championnat | Championnat | Coupe(s) nationale(s) | Coupe(s) nationale(s) | Total | Total |
| Saison                | Club                  | Division              | M.          | B.          | M.                    | B.                    | M.    | B.    |
| 2015-2016             | Olympique lyonnais    | Division 1            | 1           | 0           | 0                     | 0                     | 1     | 0     |
| 2016-2017             | Olympique lyonnais    | Division 1            | 1           | 0           | 2                     | 0                     | 3     | 0     |
| Sous-total            | Sous-total            | Sous-total            | 2           | 0           | 2                     | 0                     | 4     | 0     |
| 2016-2017             | Grenoble Foot 38      | Division 2            | 10          | 2           | 0                     | 0                     | 10    | 2     |
| 2017-2018             | Grenoble Foot 38      | Division 2            | 22          | 3           | 2                     | 0                     | 24    | 3     |
| 2018-2019             | Grenoble Foot 38      | Division 2            | 7           | 0           | 0                     | 0                     | 7     | 0     |
| 2019-2020             | Grenoble Foot 38      | Division 2            | 8           | 0           | 2                     | 0                     | 10    | 0     |
| Sous-total            | Sous-total            | Sous-total            | 47          | 5           | 4                     | 0                     | 51    | 5     |
| 2020                  | FC Fleury 91          | Division 1            | 0           | 0           | 0                     | 0                     | 0     | 0     |
| 2020-2021             | FC Fleury 91          | Division 1            | 20          | 1           | 1                     | 0                     | 21    | 1     |
| 2021-2022             | FC Fleury 91          | Division 1            | 21          | 2           | 3                     | 0                     | 24    | 2     |
| 2022-2023             | FC Fleury 91          | Division 1            | 22          | 4           | 4                     | 0                     | 26    | 4     |
| Sous-total            | Sous-total            | Sous-total            | 63          | 7           | 8                     | 0                     | 71    | 7     |
| 2023-2024             | AC Milan              | Serie A               | 22          | 0           | 4                     | 0                     | 26    | 0     |
| 2024-2025             | AC Milan              | Serie A               | 7           | 1           | 0                     | 0                     | 7     | 1     |
| Sous-total            | Sous-total            | Sous-total            | 29          | 1           | 4                     | 0                     | 33    | 1     |
| Total sur la carrière | Total sur la carrière | Total sur la carrière | 141         | 13          | 18                    | 0                     | 159   | 13    |

## Palmarès
France -19 ans
- Euro -19 ans
  - Finaliste : 2017